# Oleniwka (Kalmiuske)
Oleniwka (ukrainisch Оленівка; russisch Оленовка Olenowka) ist eine Siedlung städtischen Typs im Osten der Ukraine in der Oblast Donezk mit etwa 4500 Einwohnern.

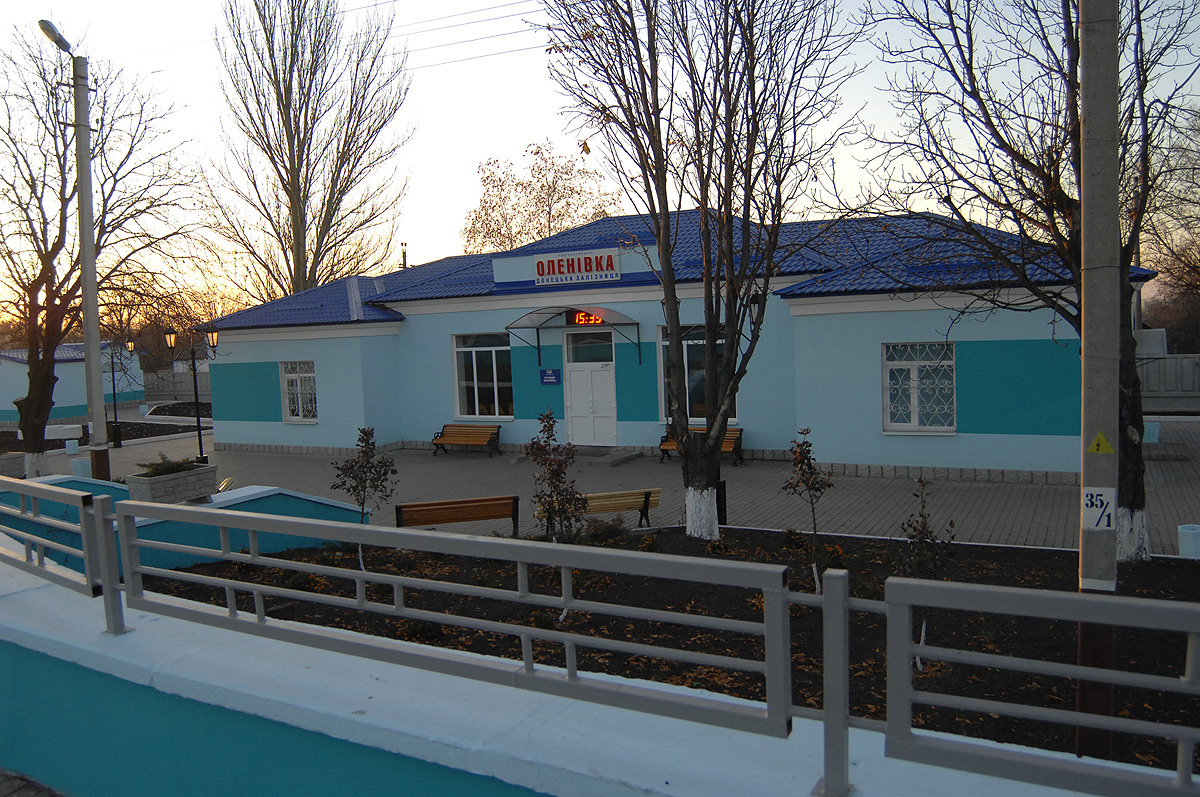
Blick auf das Bahnhofsgebäude im Ort

## Geographie
Die Siedlung städtischen Typs befindet sich im Nordwesten des Rajons Kalmiuske, etwa 27 Kilometer nordöstlich vom ehemaligen Rajonszentrum Wolnowacha und 21 Kilometer südwestlich vom Oblastzentrum Donezk. Durch die Ortschaft führt die Fernstraße N 20 sowie die Bahnstrecke von Donezk nach Mariupol. Oleniwka ist ein Zentrum der Lebensmittelproduktion in der Region.

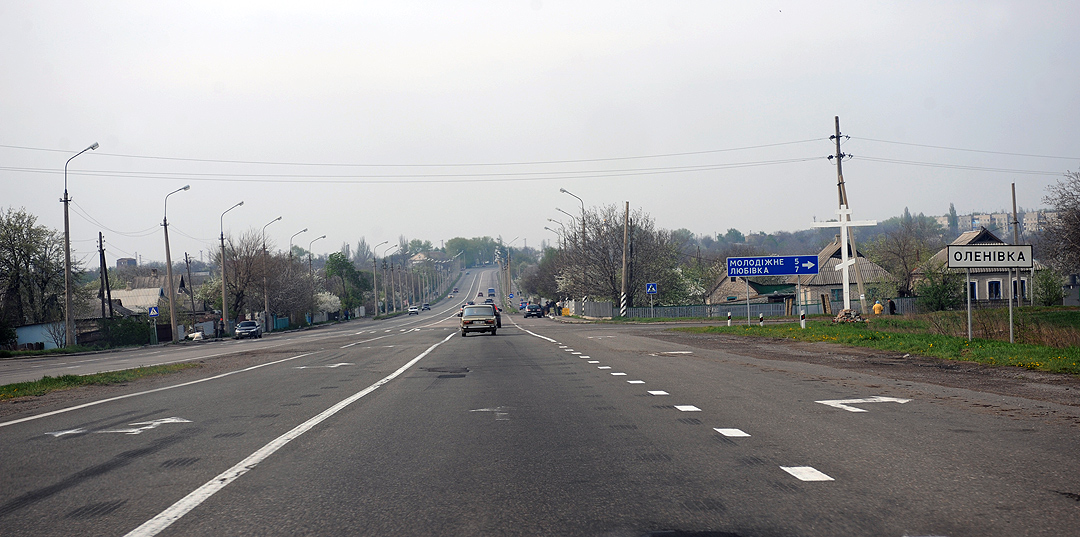
Eine der Straßen

Am 12. Juni 2020 wurde die Siedlung ein Teil der neugegründeten Stadtgemeinde Dokutschajewsk, bis dahin bildete es zusammen mit den Ansiedlungen Malynowe (Малинове), Molodischne (Молодіжне), Nowomykolajiwka (Новомиколаївка) sowie Nowa Oleniwka (Петрівське) die gleichnamige Siedlungsgemeinde Oleniwka (Оленівська селищна рада/Oleniwska selyschtschna rada) im Nordosten des Rajons Wolnowacha.
Am 17. Juli 2020 wurde der Ort ein Teil des Rajons Kalmiuske.

## Geschichte

### 19. und 20. Jahrhundert
Die Ortschaft entstand durch Ansiedlungsbemühungen des Russischen Reiches im Jahre 1840, die Siedler kamen aus den Gouvernements Charkow und Poltawa. Sie erhielt 1938 den Status einer Siedlung städtischen Typs.

### Unter russischer Besetzung
Im August 2014 gab es Kämpfe im Ort im Verlauf des russischen Krieges in der Ukraine. Seither befindet sich Oleniwka in der Hand des pro-russischen Marionettenregimes der nicht anerkannten Volksrepublik Donezk.
In der Folge wurde in der Ortschaft ein Gefängnis eingerichtet, das auch als Kriegsgefangenenlager fungierte.
Unter anderen Gefangenen wurde eine Mehrzahl der Kämpfer des Regiments Asow, die vom IKRK im Rahmen der mit den Russen verhandelten Kapitulation der Belagerung von Mariupol als Kriegsgefangene registriert worden waren, in dieses Lager verbracht. Dort hatte das IKRK jedoch nur sehr beschränkten Zugang. Augenzeugen berichten übereinstimmend von unmenschlichen Haftbedingungen, geprägt durch vorsätzliche Misshandlungen, Folter und Mord an den Insassen.
Das Massaker von Oleniwka
In der Nacht auf den 29. Juli 2022 brannte nach einer Explosion das Gefängnis aus. Dabei starben 50 ukrainische Kriegsgefangene. Über die Anzahl der Verletzten gibt es unterschiedliche Angaben. Angaben beider kriegsführenden Parteien gemein ist, dass es 130 Verletzte gegeben haben könnte.
Der ukrainische Generalstab und der ukrainische Präsident beschuldigten Russland, mit dem Angriff Folter von Gefangenen und Hinrichtungen verschleiern zu wollen. Der Inlandsgeheimdienst der Ukraine veröffentlichte einen Telefonmitschnitt und verwies auf Fotos, die darauf hindeuteten, dass Sprengstoff am Gebäude angebracht worden sei. Demzufolge sei der Angriff auf das Gefängnis von der russischen Söldnertruppe Gruppe Wagner ausgeführt worden.
Der ukrainische Militärgeheimdienst gab an, dass sich die Explosionen in einem neu errichteten Gebäude ereignet hätten, das speziell für die Kriegsgefangenen hergerichtet worden sei. Er beschuldigte die Wagner-Gruppe, mit der Explosion Spuren von Unterschlagung beim Bau des Gebäudes vor einer anstehenden Inspektion verwischen zu wollen. Das russische Verteidigungsministerium behauptete, dass ukrainische Streitkräfte das Gefängnis mittels HIMARS beschossen hätten. Die Ukraine wies die Anschuldigungen als abstrus zurück; HIMARS seien Präzisionswaffen, und man bombardiere „schon gar nicht Plätze, an denen wahrscheinlich gefangene Waffenbrüder festgehalten“ würden. Die UNO bestimmte im August eine Mission zur Untersuchung des Vorfalls, welche laut dem UN-Generalsekretär  sowohl die Ukraine als auch Russland gefordert hatten. Aufgrund des Fehlens klarer Sicherheitsgarantien gab Stephane Dujarric im Januar 2023 in einer UNO-Pressekonferenz bekannt, dass die Mission aufgelöst werde und wieder aufgenommen werden könne, sobald solche Sicherheitsgarantien für eine Arbeit der Inspektoren vor Ort vorhanden seien.
Auch einen Besuch des Internationalen Roten Kreuzes am Tatort verhinderte Russland. In einer Erklärung zum Jahrestag der Ereignisse erklärte Volker Türk, UN-Kommissar für Menschenrechte, die Umstände der Explosionen seien weiterhin unklar, ein Angriff mittels HIMARS könne jedoch ausgeschlossen werden. Die ukrainische Generalstaatsanwaltschaft führt den Brand auf den Einsatz einer thermobarischen Bombe zurück; die Tötung von Kriegsgefangenen wird als Kriegsverbrechen verfolgt.